# Сахарная пальма
Сахарная пальма, или Пальма гомути, или Аренга перистая (лат. Arenga pinnata) — вид экономически важных древовидных растений семейства Пальмовые из тропической Азии.

## Распространение
Сахарная пальма распространена от Восточной Индии на западе до Индонезии, Малайзии и Филиппин на востоке. Её родиной, скорее всего, является Малайский архипелаг, в остальных районах она натурализовалась.

## Описание
Это среднего размера пальма, вырастающая до 20 м в высоту, с перистыми листьями 6—12 м длиной и 1,5 м шириной. Плоды шарообразные, диаметром до 7 см, зелёного цвета.

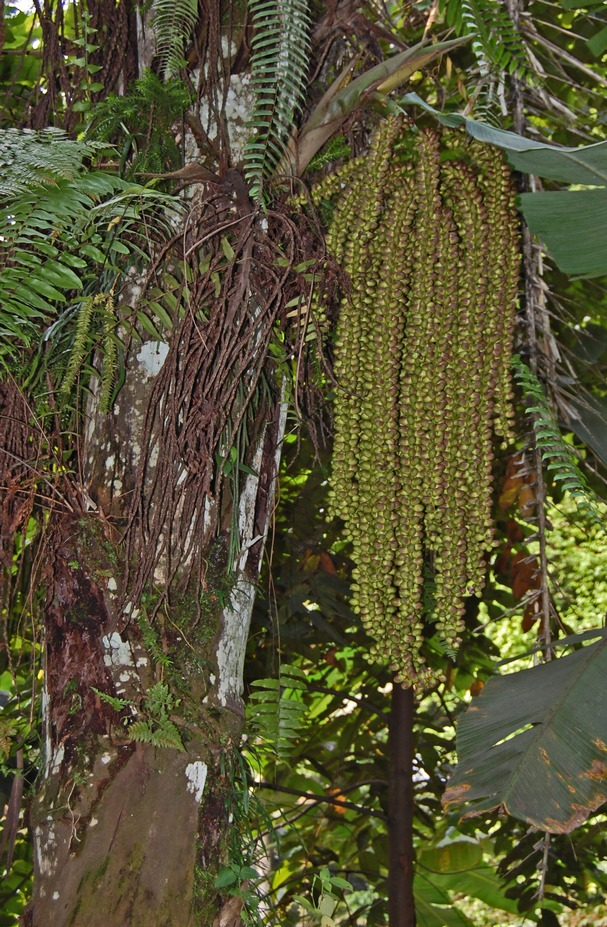
Соцветие Сахарной пальмы

## Использование
Сок мужских соцветий собирается в азиатских странах в коммерческих масштабах, для получения сахара, известного в Индии как гур. Этот сок также сбраживается для получения вина (тодди) и уксуса.
Пальмы, малопродуктивные с точки зрения получения сока, срубают и извлекают из крахмалистой сердцевины саго.
Плоды также могут употребляться в пищу после специальной кулинарной обработки, так как в свежем виде их сок и мякоть очень едкие. Кроме того, плоды служат пищей животным  — например, мусангам и диким свиньям.
Один из промышленных продуктов сахарной пальмы — прочное и не гниющее в воде волокно, покрывающее стволы пальм (остатки листовых влагалищ).
В строительстве применяют древесину и черешки листьев, а сами листья используют в качестве кровельного материала.
В народной медицине сок пальмы и настой из её корней используется для лечения многих заболеваний.